# ケアリイオカロア
ケアリイオカロア（1500年 – 1545年）はハワイ島のアリイ（在位:1525年 - 1545年）。また、ケアリイオカロアはハワイの酋長でもあった。

## 生涯
ケアリイオカロアは、ハワイのアリイ・アイモクのウミ・ア・リロアの長男。
1525年、ケアリイオカロアの父のウミ・ア・リロアが死んで、ケアリイオカロアが後を継ぎ、アリイとなった。
1545年、ケアリイオカロアは弟のケアウェヌイアウミによって追放された。
ケリイオカロアは最初にマクワヒネアパラカ、次にヘルアヌウとヒカアラニと結婚しました。1545年、ケアリイオカロアは亡くなった。息子にアリイ クカイラニ 、娘にカオフキオカラニがいる。